# Montgomery (Ohio)
Pour les articles homonymes, voir Montgomery.
Montgomery est une ville du comté de Hamilton dans l’Ohio, aux États-Unis.